# Erwin Hillier
Pour les articles homonymes, voir Hillier.
Erwin Hillier, né le 2 septembre 1911 à Berlin (Allemagne), mort le 2 janvier 2005 à Londres (Angleterre), est un directeur de la photographie germano-britannique, membre de la BSC.

## Biographie
Après des études dans sa ville natale, Erwin Hillier intègre la UFA, où il est premier assistant opérateur de Fritz Lang sur le tournage de M le maudit, sorti en 1931. Il choisit ensuite de s'installer en Angleterre et devient cadreur à l'occasion d'un film de 1934, avant The Man behind the Mask de Michael Powell (1936).
Son premier film comme chef opérateur est Lady from Lisbon (en) de Leslie S. Hiscott (1942, avec Francis L. Sullivan et Martita Hunt). Jusqu'en 1970, année où il se retire, il dirige les prises de vues d'une cinquantaine de films, britanniques pour la plupart. S'y ajoutent quelques coproductions (dont Casino de Paris, film musical franco-germano-italien d'André Hunebelle en 1957, avec Gilbert Bécaud et Caterina Valente) et deux films américains (dont La Vallée de Gwangi de Jim O'Connolly en 1969, avec James Franciscus).
Erwin Hillier assiste le tandem Michael Powell-Emeric Pressburger sur A Canterbury Tale (1944, avec Eric Portman), puis Je sais où je vais (1945, avec Wendy Hiller et Roger Livesey). Mais surtout, il devient à partir de 1949 un collaborateur attitré de Michael Anderson, notamment sur Les Briseurs de barrages (1955, avec Michael Redgrave) et La Lame nue (1961, coproduction américano-britannique avec Gary Cooper et Deborah Kerr) ; leur dernier film ensemble est Les Souliers de saint Pierre (1968, film américain avec Anthony Quinn et Laurence Olivier).
Parmi les autres réalisateurs qu'Erwin Hillier croise durant sa carrière, mentionnons Roy Ward Baker (deux films, dont L'Homme d'octobre en 1947, avec John Mills et Joan Greenwood), Henry Cass (trois films, dont Histoire de jeunes femmes en 1951, avec Joan Greenwood et Nigel Patrick), ou encore J. Lee Thompson (Le Mystère des treize en 1966, avec Deborah Kerr et David Niven).
Signalons également le film d'Alexander Mackendrick Sammy Going South (1963, avec Edward G. Robinson) qui lui vaut l'année suivante (1964) une nomination au British Academy Film Award de la meilleure photographie.

## Filmographie partielle
(films britanniques, comme directeur de la photographie, sauf mention contraire)
- 1931 : M le maudit (M - Eine Stadt sucht einen Mörder) de Fritz Lang (film allemand ; premier assistant opérateur)
- 1936 : The Man behind the Mask de Michael Powell (cadreur)
- 1937 : Cotton Queen (en) de Bernard Vorhaus et Joe Rock (cadreur)
- 1942 : Lady from Lisbon (en) de Leslie S. Hiscott
- 1943 : P.H. contre Gestapo (en) (The Silver Fleet) de Vernon Sewell et Gordon Wellesley
- 1943 : The Butler's Dilemma (en) de Leslie S. Hiscott
- 1944 : A Canterbury Tale de Michael Powell et Emeric Pressburger
- 1944 : Welcome, Mr. Washington (en) de Leslie S. Hiscott
- 1945 : Je sais où je vais (I know where I'm going !) de Michael Powell et Emeric Pressburger
- 1945 : Great Day (en) de Lance Comfort
- 1946 : London folies (London Town) de Wesley Ruggles
- 1947 : L'Homme d'octobre (The October Man) de Roy Ward Baker
- 1947 : The Mark of Cain de Brian Desmond Hurst
- 1948 : The Weaker Sex (en) de Roy Ward Baker
- 1949 : Private Angelo de Michael Anderson et Peter Ustinov
- 1950 : Shadow of the Eagle de Sidney Salkow (film italo-britannique)
- 1951 : Histoire de jeunes femmes (Young Wives' Tale) d'Henry Cass
- 1951 : L'amour mène la danse (Happy Go Lovely) d'H. Bruce Humberstone
- 1952 : La Marraine de Charley (Where's Charley ?) de David Butler
- 1952 : Le Château des nuages (Castle in the Air) d'Henry Cass
- 1952 : The Woman's Angle (en) de Leslie Arliss
- 1952 : Father's Doing Fine d'Henry Cass
- 1953 : Le Scandaleux Mister Sterling (Will Any Gentleman…?) de Michael Anderson
- 1953 : La Flèche empoisonnée (The House of the Arrow) de Michael Anderson
- 1954 : Duel dans la jungle (Duel in the Jungle) de George Marshall
- 1955 : Les Briseurs de barrages (The Dam Busters) de Michael Anderson
- 1956 : C'est formidable d'être jeune (en) (Now and Forever) de Mario Zampi
- 1957 : La Cousine d'Amérique (Let's Be Happy) d'Henry Levin
- 1957 : Casino de Paris d'André Hunebelle (film franco-germano-italien)
- 1958 : L'Homme à démasquer (Chase a crooked Shadow) de Michael Anderson
- 1958 : La Rivière des alligators (The Naked Earth) de Vincent Sherman (film américano-britannique)
- 1959 : L'Épopée dans l'ombre (Shake Hands with the Devil) de Michael Anderson

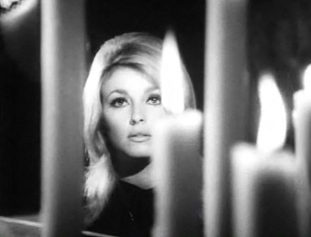
Sharon Tate, dans L'Œil du Malin (1966)

- 1960 : L'Académie des coquins (Schools for Scoundrels) de Robert Hamer
- 1961 : A Matter of WHO (en) de Don Chaffey
- 1961 : La Patrouille égarée (The Long and the Short and the Tall) de Leslie Norman
- 1961 : La Lame nue (The Nacked Edge) de Michael Anderson (film américano-britannique)
- 1963 : Sammy Going South d'Alexander Mackendrick
- 1965 : Opération Crossbow (Operation Crossbow) de Michael Anderson
- 1965 : Les Sables du Kalahari (Sands of the Kalahari) de Cy Endfield
- 1966 : Le Secret du rapport Quiller (The Quiller Memorandum) de Michael Anderson
- 1966 : Le Mystère des treize (Eye of the Devil) de J. Lee Thompson
- 1968 : Les Souliers de saint Pierre (The Shoes of the Fisherman) de Michael Anderson (film américain)
- 1969 : La Vallée de Gwangi (The Valley of Gwangi) de Jim O'Connolly (film américain)
- 1970 : 42:6 - Ben Gourion de David Perlov (film israélo-suisse)

## Récompenses et distinctions
- 1964 : British Academy Film Award de la meilleure photographie, catégorie couleur, pour Sammy Going South.